# Organix
Organix è l'album di debutto della band hip-hop statunitense The Roots, pubblicato nel luglio 1993, prodotto dallo stesso gruppo e distribuito nuovamente da Cargo Records.
| Recensione            | Giudizio    |
| --------------------- | ----------- |
| AllMusic              | [ 1 ]       |
| Philadelphia Inquirer | (favorable) |
| RapReviews            | (7.0/10)    |
| Rolling Stone         | [ 4 ]       |
| Sputnikmusic          | [ 5 ]       |
| Winston-Salem Journal | [ 6 ]       |

## Tracce
1. Roots Is Comin'
2. Pass the Popcorn
3. Anti-Circle
4. Writers Block
5. Good Music (Preclude)
6. Good Music
7. Grits
8. Leonard I-V
9. I'm Out Deah
10. Essaywhuman?!!!??! (Live)
11. There's a Riot Goin' On, Pt. 2 (Extended House, Acid Jazz, Hip Hop, Ra)
12. Popcorn Revisited
13. Peace
14. Common Dust
15. Session (Longest Posse Cut in History)
16. Syreeta's Having a Baby
17. Carryin' On

## Classifiche
| Classifica (1997)         | Posizione massima |
| ------------------------- | ----------------- |
| US Top R&B/Hip-Hop Albums | 93                |